# Signal (komunikator internetowy)
Signal – otwartoźródłowy, niekomercyjny, szyfrowany komunikator internetowy dla systemów mobilnych Android i iOS oraz komputerów z systemami Linux, macOS i Windows. Wykorzystuje Internet do wysyłania wiadomości w trybie indywidualnym i grupowym, które mogą zawierać pliki, notatki głosowe, obrazy i wideo, a także do wykonywania połączeń głosowych i wideo w trybie indywidualnym.
Signal wykorzystuje standardowe komórkowe numery telefonu jako identyfikatory i używa szyfrowania od końca do końca do zabezpieczenia łączności z innymi użytkownikami Signal. Aplikacje zawierają mechanizmy, za pomocą których użytkownicy mogą niezależnie weryfikować tożsamość swoich rozmówców oraz integralność kanału przekazu informacji.
Signal jest opracowywany przez Open Whisper Systems. Aplikacje klienckie udostępnione są na wolnej i otwartej licencji GPLv3. Kod serwera dostępny jest na licencji AGPLv3. W lutym 2018 roku powołano fundację non-profit Signal Foundation z początkowym finansowaniem w wysokości 50 milionów dolarów.

## Historia
Signal został wydany w 2014, a jego popularność znacznie wzrosła w 2019 i 2020.

### 2010–2013: Początki
Signal jest następcą aplikacji RedPhone oraz TextSecure. Wersje beta tych aplikacji zostały wydane w 2010 przez Whisper Systems, firmę częściowo ufundowaną przez Moxiego Marlinspike’a oraz Stuarta Andersona. W ramach Whisper Systems uruchomiono również firewall oraz narzędzia do szyfrowania innych danych. Początkowo aplikacje były własnościowe i dostępne wyłącznie na Androida.
W listopadzie 2011 roku Whisper Systems ogłosiło, że zostali nabyci przez Twittera. Żadna ze stron nie udostępniła szczegółów transakcji. Niedługo po nabyciu, aplikacja RedPhone stała się niedostępna. Wielu użytkowników krytykowało usunięcie aplikacji, mówiąc, że „pomagała ludziom pod autorytarnymi reżimami” oraz pozostawiała m.in. Egipcjanom podczas rewolucji egipskiej w 2011 roku.
Twitter wypuścił TextSecure na licencji GPLv3 w grudniu 2011 roku. RedPhone został wydany na tej samej licencji w lipcu 2012 roku. Marlinspike opuścił Twittera i założył Open Whisper Systems, jako społeczny projekt o otwartym źródle, mający na celu rozwój aplikacji TextSecure oraz RedPhone.

### 2013–2018: Open Whisper Systems
Strona internetowa Open Whisper Systems powstała w styczniu 2013 roku.
W lutym 2014 r. Open Whisper Systems przedstawiło drugą wersję protokołu TextSecure (aktualnie protokołu Signal), która dodawała szyfrowane grupy oraz wiadomości błyskawiczne do aplikacji TextSecure. Pod koniec lipca 2014 r., OWS ogłosiło plany na połączenie aplikacji RedPhone oraz TextSecure pod nową nazwą – Signal. Ogłoszenie to zbiegło się z wypuszczeniem aplikacji Signal na platformę iOS jako odpowiednika aplikacji RedPhone na Androidzie. Autorzy mówili, że następnymi krokami będzie zapewnienie wiadomości błyskawicznych na platformie iOS, połączenie TextSecure oraz RedPhone w jedną aplikację na Androidzie oraz wypuszczenie klienta internetowego. Signal był pierwszą aplikacją na iOS oferującą połączenia szyfrowane metodą end-to-end za darmo.
Od publikacji w maju 2010 r. do marca 2015 r. Signal na Androida (wtedy nazywany TextSecure) wspierał szyfrowane wiadomości SMS/MMS. Od wersji 2.7.0 aplikacja wspierała wyłącznie szyfrowane wiadomości przekazywane przez Internet z powodu wad bezpieczeństwa protokołu SMS/MMS oraz problemami z wymianą kluczy. Opuszczenie SMS/MMS przez Open Whisper Systems skutkowało stworzeniem forka zwanego Silence (na początku nazwanego SMSSecure), który miał za zadanie wspierać wyłącznie szyfrowane wiadomości SMS oraz MMS.
W listopadzie 2015 r. TextSecure oraz RedPhone zostały połączone w Signal na Androidzie. Miesiąc później Open Whisper Systems ogłosiło Signal Desktop, aplikację Chrome, która mogła łączyć się z klientem Signal na telefonach. Na początku aplikacja mogła łączyć się wyłącznie z klientem na Androidzie. 26 września 2016 r. Open Whisper Systems ogłosiło, że Signal Desktop może łączyć się także z klientem mobilnym Signala na iOS. 31 października 2017 r., OWS ogłosiło, że aplikacja Chrome nie będzie dłużej rozwijana. Niedługo potem ogłoszona została osobna aplikacja (napisana na platformie Electron) na systemy Windows, MacOS oraz niektóre dystrybucje Linuksa.
4 października 2016 r. American Civil Liberties Union (ACLU) oraz Open Whisper Systems wypuścili dokumenty ukazujące, że OWS otrzymało wezwanie sądowe nakazujące przekazanie informacji dotyczących dwóch numerów telefonów zarejestrowanych na Signalu. Wyłącznie jedno konto wyszczególnione w wezwaniu było zarejestrowane w Signalu, a z powodu sposobu, w jaki aplikacja była zrobiona, OWS mógł przekazać wyłącznie datę stworzenia konta oraz datę ostatniego połączenia z serwerami Signala. Razem z nakazem sądowym, OWS otrzymało zakaz ujawniania faktu jego otrzymania przez jeden rok, co zostało zniesione z pomocą ACLU. OWS twierdziło, że to pierwszy raz kiedy otrzymali nakaz sądowy. Ogłosili, że przyszłe nakazy będą traktować w ten sam sposób.
W marcu 2017 r., Open Whisper Systems zmieniło system połączeń głosowych w aplikacji Signal z RedPhone do WebRTC, tym samym dodając możliwość połączeń wideo do aplikacji mobilnych.

### 2018–dziś: Signal Technology Foundation
21 lutego 2018, Moxie Marlinspike oraz współzałożyciel WhatsAppa, Brian Acton, ogłosili założenie fundacji Signal Technology Foundation. Misją organizacji było „wspieranie, przyspieszanie oraz poszerzanie misji Signala, aby upowszechnić prywatną komunikację”. Acton zainwestował w fundację 50 milionów dolarów po opuszczeniu Facebooka we wrześniu 2017 r. Według ogłoszenia Acton jest prezesem fundacji, a Marlinspike kontynuuje pracę jako dyrektor generalny Signala. W 2020 jedyne przychody Signala pochodziły z dotacji.
Między listopadem 2019 r. a lutym 2020 r. Signal zaczął wspierać iPady oraz dodał obrazki jednorazowe, naklejki i reakcje. Ogłoszono także plany na nowy system grup oraz eksperymentalną metodę przechowywania zaszyfrowanych kontaktów w chmurze.
Signal został spopularyzowany w Stanach Zjednoczonych podczas protestów George’a Floyda. Zwiększona aktywność policji poskutkowała w podwyższeniu liczby protestujących używających Signala do komunikacji. W pierwszym tygodniu czerwca, aplikacja ta została pobrana pięć razy więcej niż w tygodniu poprzedzającym zabójstwo George'a Floyda. W odpowiedzi na zwiększenie starań w monitorowaniu protestów przez media społecznościowe, w czerwcu 2020 r., ogłoszono nową funkcję pozwalającą użytkownikom na zamazywanie twarzy na zdjęciach.
7 stycznia 2021 r. Signal zaobserwował nagły przyrost liczby użytkowników, co tymczasowo uniemożliwiło dostarczanie kodów weryfikacyjnych. CNN oraz MacRumors połączyło wzrost popularności ze zmianą polityki prywatności WhatsAppa oraz poleceniem Signala przez Elona Muska oraz Edwarda Snowdena na Twitterze. Międzynarodowe agencje prasowe zgłosiły podobne zachowania w Zjednoczonych Emiratach Arabskich. Reuters zgłosił, że ponad 100 000 ludzi zainstalowało aplikację Signal między 7 a 8 stycznia.
Między 12 a 14 stycznia 2021, liczba instalacji Signala w Google Play zwiększyła się z 10 do 50 milionów. 15 stycznia 2021 r., Signal nie działał z powodu nagłego napływu nowych użytkowników, co skutkowało przeładowaniem serwerów. 16 stycznia Signal ogłosił na Twitterze przywrócenie usługi.
9 sierpnia 2024 roku Signal został zablokowany przez Roskomnadzor w Rosji. W tym samym czasie, usługa została zablokowana w Wenezueli, w okresie wyborów prezydenckich w tym kraju.